# Ахунов, Рустем Ринатович
Русте́м Рина́тович Аху́нов (баш. Рөстәм Ринат улы Ахунов; род. 22 августа 1978) — российский экономист и политик, Заслуженный экономист Республики Башкортостан. Ахунов получил степени доктора экономических наук в Институте экономики, финансов и бизнеса Башкирского государственного университета (ИНЭФБ БашГУ, ныне Уфимский университет науки и технологий) и в Уфимском государственном нефтяном техническом университете и две степени доктора делового администрирования (DBA) в Высшей школе корпоративного управления РАНХиГС и швейцарской Бизнес-школе Европейского университета. Главный научный сотрудник и заведующий Лаборатории современных проблем региональной экономики; в прошлом — декан ИНЭФБ БашГУ и временно исполняющий обязанности председателя Уфимского федерального исследовательского центра РАН. Депутат 6-го и 7-го созывов Государственного Собрания — Курултая Республики Башкортостан (2018—2024).

## Биография
Ахунов родился в Уфе 22 августа 1978 года. В 2000-м он окончил факультет экономики Башкирского государственного университета (БашГУ, ныне Уфимский университет науки и технологий), а в 2003-м получил степень кандидата экономических наук. Ахунов продолжил образование в Российской академии народного хозяйства и государственной службы и получил степени магистра делового администрирования (2008) в Институте бизнеса и делового администрирования и доктора делового администрирования в Высшей школе корпоративного управления (2011). В 2012-м он защитил диссертацию в Бизнес-школе Европейского университета в Швейцарии. В 2017-м Ахунов закончил образовательную программу для высшего звена руководства университетов, управленческих кадров в сфере государственного и муниципального управления, руководителей среднего и крупного бизнеса, предпринимательства, социальной и научной сферы в Московской школе управления «Ско́лково». В 2018 году он получил степень доктора экономических наук.

## Профессиональная сфера

### Наука
Ахунов работает в Башкирском государственном университете с 2002 года. Он занимал должности ассистента, старшего преподавателя и доцента кафедры национальной экономики. В 2011 году его избрали на должность декана экономического факультета, который он реорганизовал в Институт экономики, финансов и бизнеса. Со временем институт признали одним из заметных региональных научных и образовательных центров в сфере экономики и менеджмента. В 2017—2018 годах Ахунов занимал должность проректора по стратегическому развитию БашГУ (ныне Уфимский университет науки и технологий). В 2018-м его избрали членом-корреспондентом Академии наук республики Башкортостан. С 2018 по 2019-й он временно исполнял обязанности председателя Уфимского федерального исследовательского центра. С 2019-го Ахунов занимает должность заведующего Лабораторией современных проблем региональной экономики.

### Политика и государственная служба
Ахунов депутат 6-го и 7-го созывов Государственного Собрания — Курултая Республики Башкортостан, состоит в местном политическом совете башкортостанского отделения партии Единая Россия, является членом регионального комитета Общероссийского народного фронта в Башкортостане. Является членом рабочей группы Государственного Собрания - Курултая РБ по вопросам противодействия кибермошенничеству, а также является Председателем экспертного совета при Комитете ГС -Курултая РБ по бюджетной, налоговой, инвестиционной политике и имущественным отношениям. Фокус общественной деятельности Ахунова совпадает с его научным интересом к региональной экономике. Он является соавтором Стратегии социально-экономического развития Республики Башкортостан до 2030 года.
Ахунов занимал должность общественного представителя Агентства стратегических инициатив по продвижению новых проектов в Башкортостане. Он также принимал участие в многочисленных парламентских, правительственных и научных комиссиях и комитетах, таких как:
- Правительственная комиссия РБ по государственным республиканским молодёжным премиям в области науки и техники;
- Наблюдательный совет Института стратегических исследований Республики Башкортостан;
- Проектный комитет по реализации национального проекта «Наука» в Республике Башкортостан;
- Научно-координационный совет при Академии наук Республики Башкортостан;
- Международная Ассоциация региональных исследований (RSA);
- Межведомственная правительственная комиссия по бюджетным проектировкам;
- Общественный совет по улучшению инвестиционного климата при Главе Республики Башкортостан;
- Проектный офис Министерства экономического развития РБ;
- Экспертно-консультационный совет при Общественной палате Республики Башкортостан;
- Коллегия Министерства экономического развития Республики Башкортостан;
- Совет ректоров вузов Республики Башкортостан[9].

## Публикации
Ахунов является автором более 190 публикаций, в том числе монографий, учебников и статей в рецензируемых журналах. Он также входит в состав редакционных советов «Финансы Башкортостана» и «Экономика и управление: научно-практический журнал».
- Управление конкурентоспособностью в системе воспроизводственного потенциала региона: монография /Р. Р. Ахунов. — Уфа: РИЦ БашГУ, 2015. — 242[11]
- Оценка динамики участия региона в межрегиональных и международных обменных процессах на основе изменения соотношения промежуточного и конечного продуктов / Юсупов К. Н., Янгиров А. В., Ахунов Р. Р., Токтамышева Ю. С.// Экономика региона. — 2017. — Т. 13 — № 2. — С. 559—569 Scopus DOI:0.17059/2017-2-20[12]
- Новая (смешанная) система оплаты труда российских госслужащих «по результатам» / Р. С. Гринберг, Р. В. Губарев, Р. Р. Ахунов, Е. И. Дзюба, А. И. Володин // Экономические и социальные перемены: факты, тенденции, прогноз. — Москва. — 2018. — Т. 11. — № 6. — С. 163—183. — 1 п.л. (авт. 0,7 п.л.). Web of Science DOI: 10.15838/ESC.2018.6.60.10[13]
- Ахунов, Р. Р. Применение производственной функции Кобба-Дугласа для анализа промышленного комплекса региона / Н. В. Суворов, Р. Р. Ахунов, Р. В. Губарев, Е. И. Дзюба, Ф. С. Файзуллин // Экономика региона. — 2020. — Т. 16, вып. 1. — С. 187—200. DOI: 10.17059/2020-1-14
- Ахунов, Р. Р. Decomposition of Regional Development Shifts / Р. Р. Ахунов, А. В. Янгиров // International Journal of Engineering and Advanced Technology (IJEAT) ISSN: 2249 — 8958, Volume-9 Issue-2, December. — 2019. — С. 3552-3557.
- Стратегия экономического роста на основе динамики валового внутреннего продукта / К. Н. Юсупов, Ю. С. Токтамышева, А. В. Янгиров, Р. Р. Ахунов // Экономика региона. — 2019. — Т.15, выпуск 1. — 310 с. — С. 151—163. DOI: 10.17059/2019-1-12
- Башкортостан: 5 лет развития в зеркале СМИ: Информационное издание / Ахунов Р. Р. — Уфа: Аэтерна, 2023. — 158 с.
- Ахунов Р.Р. Тезисы о социально-экономическом развитии: научно-популярное издание/ Ахунов Р. Р. – Уфа: Аэтерна. Выпуск №1. 2023. – 54 с.
- Ахунов Р.Р. Тезисы о социально-экономическом развитии: научно-популярное издание/ Ахунов Р. Р. – Уфа: Аэтерна. Выпуск №2. 2023. –47 с.
- Экономика Республики Башкортостан: результаты и тенденции развития: препринт / Р.Р. Ахунов, УФИЦ РАН. – Уфа: Аэтерна, 2024.–    44 с.
- Тезисы о социально-экономическом развитии (выпуск 3): научно-популярное издание / Р.Р. Ахунов – Уфа: АЭТЕРНА, 2024. – 62 с.

Авторство и соавторство вузовских пособий
- Ахунов, Р. Р. Национальная экономика: учебное пособие / коллектив авторов; под ред. заслуженного деятеля науки РФ, д-ра экон. наук, проф. К. Н. Юсупова. — 3-е изд., перераб и доп. — М.: — КНОРУС, 2017. — 280 с. — 17,5 п.л.
- Воспроизводственный потенциал Российской Федерации (региональный уровень): учебное пособие / коллектив авторов; под ред. К. Н. Юсупова, А. В. Янгирова, К. Е. Гришина. — Сер. Бакалавриат. — М.: КНОРУС, 2020. — 360 с. ISBN 978-5-406-02234-4
- Юсупов, Янгиров, Таймасов: Региональная экономика (для бакалавров). Учебное пособие / коллектив авторов; Юсупов Касим Назифович, Ахунов Рустем Ринатович, Таймасов Азат Рифгатович. — : Кнорус, 2018 г. Страниц: 232

## Награды и почётные звания
Ахунов являлся стипендиатом Президента Республики Башкортостан (2002), Международного научного фонда экономических исследований академика Николая Федоренко (2003), Учёного совета БашГУ (2005). Он также получил ряд наград:
- Памятная медаль «За значительный вклад в подготовку и проведение XXII Олимпийских зимних игр и XI Паралимпийских зимних игр 2014 года в г. Сочи»[7];
- Нагрудный знак «Отличник образования Республики Башкортостан» (2015)[8];
- Почётная грамота Правительства Республики Башкортостан (2017)[7];
- Звание почётного профессора Абхазского государственного университета (2017);
- Почётная грамота Правительства Республики Башкортостан за поддержку в реализации мероприятий по внедрению в Республике Башкортостан лучших практик Национального рейтинга состояния инвестиционного климата регионов Российской Федерации (2017);
- Общественная медаль Комиссии по общественным медалям и памятным знакам «За успехи и усердие в труде» (2018);
- Почётное звание «Заслуженный экономист Республики Башкортостан» (2021);
- Почетная грамота Председателя Государственного Собрания – Курултая Республики Башкортостан (2023);
- Благодарность Председателя Законодательного собрания Пензенской области (2023);
- Почетная грамота Уфимского Федерального исследовательского центра РАН (2023);
- Медаль ордена «За заслуги перед Отечеством» II степени (2025).